# Україна на Універсіадах
1993 року Україна вперше взяла участь в Універсіадах, як незалежна держава. Відтоді її спортсмени змагаються у всіх Літніх Універсіадах і Зимових Універсіадах.
Загалом Україна як незалежна держава брала участь у 12 літніх та 11 зимових Універсіадах. Найбільше медалей було завойовано Універсіаді 2013 року у Казані — 77. Тоді українська збірна посіла у неофоційному заліку шосте місце за кількістю золотих нагород та 3 за загальною кількістю медалей. Найбільше ж медалей золотого ґатунку було завойовано на літній Універсіаді 2007 у Бангкоці (Таїланд) — 29.

## Таблиці звершень Національної команди України на Олімпіадах

### Медалі на літніх Універсіадах
| Ігри                      | Золото | Срібло | Бронза | Загалом | Місце за кількістю золотих | Місце за загальною кількістю |
| 1993 Баффало, США         | 11     | 6      | 9      | 26      |                            |                              |
| 1995 Фукуока, Японія      | 4      | 5      | 6      | 15      |                            |                              |
| 1997 Сицилія, Італія      | 17     | 6      | 4      | 27      |                            |                              |
| 1999 Пальма, Іспанія      | 7      | 7      | 8      | 22      |                            |                              |
| 2001 Пекін, Китай         | 13     | 14     | 7      | 34      |                            |                              |
| 2003 Тегу, Південна Корея | 23     | 15     | 17     | 55      |                            |                              |
| 2005 Ізмір, Туреччина     | 18     | 16     | 18     | 52      |                            |                              |
| 2007 Бангкок, Таїланд     | 28     | 20     | 18     | 66      |                            |                              |
| 2009 Белград, Сербія      | 7      | 11     | 13     | 31      |                            |                              |
| 2011 Шеньчжень, Китай     | 11     | 19     | 14     | 44      |                            |                              |
| 2013 Казань, Росія        | 12     | 29     | 36     | 77      | 5                          | 3                            |
| Загалом                   | 151    | 148    | 150    | 449     |                            |                              |

### Медалі на зимових Універсіадах
Збірні студентські команди України з 1995 по 2011 рік взяли участь у 9 Всесвітніх зимових Універсіадах і завоювали за цей час 89 медалей різного ґатунку, з них: золотих — 26; срібних — 33; бронзових — 30.
| Ігри                       | Золото | Срібло | Бронза | Загалом | Місце за кількістю золотих | Місце за загальною кількістю |
| 1995 Хака, Іспанія         |        |        |        |         |                            |                              |
| 1997 Муджу, Південна Корея |        |        |        |         |                            |                              |
| 1999 Попрад, Словаччина    |        |        |        |         |                            |                              |
| 2001 Закопане, Польща      |        |        |        |         |                            |                              |
| 2003 Тарвізіо, Італія      |        |        |        |         |                            |                              |
| 2005 Інсбрук, Австрія      |        |        |        |         |                            |                              |
| 2007 Турин, Італія         |        |        |        |         |                            |                              |
| 2009 Харбін, Китай         | 1      | 2      | 4      | 7       | 11                         |                              |
| 2011 Ерзурум, Туреччина    | 6      | 5      | 4      | 15      | 3                          |                              |
| Загалом                    | 26     | 33     | 30     | 89      |                            |                              |